# Glomerella phacidiomorpha
Glomerella phacidiomorpha är en svampart som först beskrevs av Vincenzo de Cesati, och fick sitt nu gällande namn av Franz Petrak 1927. Glomerella phacidiomorpha ingår i släktet Glomerella och familjen Glomerellaceae.   Inga underarter finns listade i Catalogue of Life.